# Lilla Kvarndålet
Lilla Kvarndålet är en sjö i Färgelanda kommun i Dalsland och ingår i Örekilsälvens huvudavrinningsområde.